# Косовская волость
Косовская волость — административно-территориальная единица Александрийского уезда Херсонской губернии.
По состоянию на 1886 год состояла из 2 поселений, 2 сельских общин. Население 3956 человек (1951 мужского пола и 2005 женского), 718 дворовых хозяйств.
|                        | Площадь (в т. ч. пахотной) |
| ---------------------- | -------------------------- |
| Сельских общин         | 8304 (6757)                |
| Частной собственности  | 7                          |
| Казённой собственности | 1266 (550)                 |
| Другой собственности   | 116 (60)                   |
| Всего                  | 9693 (7367)                |

Наибольшие поселения волости:
- Косовка — село при реке Берёзовка в 18 верстах от уездного города, 2516 человек, 440 дворов, православная церковь. За 9 вёрст — железнодорожная станция, буфет.
- Протопоповка — село при реке Берёзовка, 1440 человек, 278 дворов, православная церковь, школа.